# Roma Virtual Network
Roma Virtual Network (Rețeaua virtuală romani) este o inițiativă publică non-profit sub auspiciile ERIO. Scopul ei este de a aduna informații utile pe teme romani pentru romi și pentru persoane si organizații neromani amiabile.
Începută in Israel, in iulie 1999, de către Valery Novoselsky, acum editorul acesteia, astăzi operează pe toate continentele, oferind în jur de 20 de articole pe zi. Conține 32 de liste de e-mail în 14 limbi (engleză, romani și altele). Este menținută ca o organizație non-profit de către editor în cooperare cu corespondenți volutari.